# 国立アメリカ歴史博物館

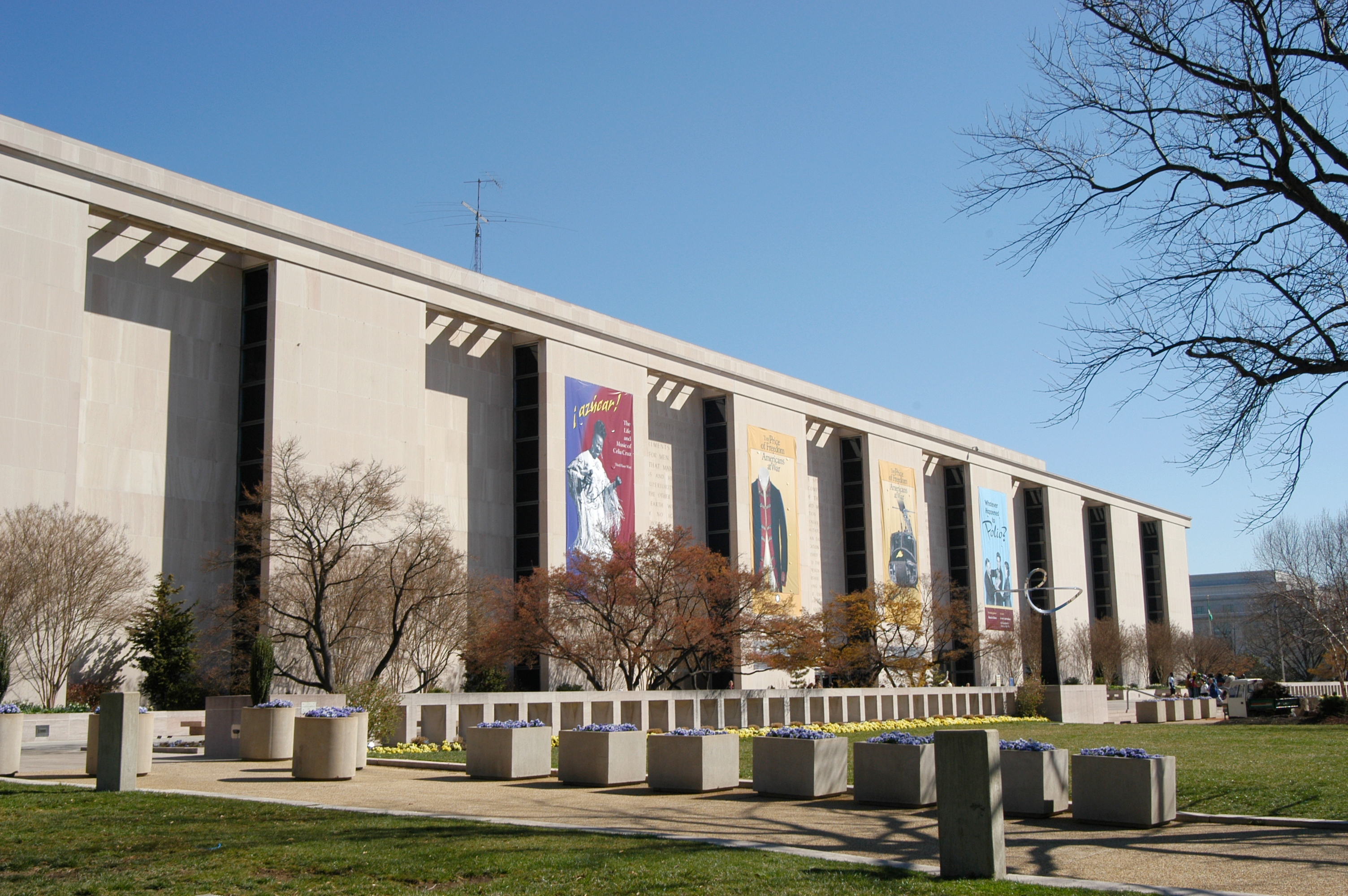
国立アメリカ歴史博物館、前景。

国立アメリカ歴史博物館（こくりつアメリカれきしはくぶつかん、英語名The National Museum of American History）はアメリカ合衆国首都ワシントンD.C.にある博物館の名称。英語名の頭文字をとり、NMAHと略して称されることがある。首都中心部のナショナル・モールにあり、スミソニアン協会によって運営されるスミソニアン博物館群の一つである。展示するコレクションはその名の通り、アメリカ合衆国の歴史や文化に関連する多方面の作品及び人工の展示品などが中心である。

## 概要・歴史
博物館は1964年に「歴史技術博物館」という名称で開館し、1980年に現在の名称が採用された。博物館内は全部で3つの展示室、2つの階に管理オフィス、そして地下階の小売店及びダイニングを有する。これらには全4つのミュージアムショップの他、ファストフード店のサブウェイとジェラートを扱った飲食店を含む。ナショナル・モールにおける同博物館の位置は、国立自然史博物館の西隣、またワシントン記念塔から2本道路を隔てて北東の方角に建てられている。北側入り口がやや広い庭園状になっており、入り口前のスペースにはオブジェが置かれている。

### 1階
博物館1階には1876年から現在までの、アメリカ合衆国における輸送手段の歴史を詳述した、「進行中のアメリカ（America on the Move）」コーナーを含む中央展示室があり、数ある著名な自動車のみならずサザン鉄道 の蒸気機関車1401号などの交通に関した展示品が収められている。同様に、有名なテレビ番組からの数多い放送の一部分を視聴することが出来る「テレビオブジェクト（TV Objects）」も展示している。これには、シチュエーション・コメディで有名なテレビ番組「となりのサインフェルド」のシーズン5作品目である「パフィーシャツ（Puffy Shirt）」などの作品が含まれる。更に料理研究家として有名だったジュリア・チャイルドのキッチンもこの階に展示されている。

### 2階
2階は初代マーサ・ワシントン以降の全てのファーストレディの就任式のガウンが展示されている。更に米英戦争中のマックヘンリー要塞に掲げられていた、15ある星と縞のデザインの巨大なアメリカ国旗が2階保存室に保管されている。これは詩人フランシス・スコット・キーを奮起させ、アメリカ合衆国の国歌となる「星条旗」の歌詞を執筆させたことでよく知られる。この国旗はかつて主展示室に掛けられていたものだが、状態悪化のため移動された。現在は2001年のアメリカ同時多発テロ事件後にペンタゴンに掛けられていた星が50個描かれている近代の星条旗が展示されている。

### 3階
3階展示品の目玉とも呼べるのは、全アメリカ合衆国大統領に関する展示品を集めた「栄光の重荷（Glorious Burden）」というコーナーであり、ワシントン大統領が着用していた服やリンカーン大統領が被っていた帽子などが展示されている。他に、「アメリカの大衆文化（American Popular Culture）」と呼ばれる主要展示コーナーがあり、演劇やテレビなどアメリカの大衆文化を象徴する作品群が展示されている。また博物館で最も古い展示品群である「貨幣とメダルの歴史（History of Money and Medals）」コーナーが同じく3階に存在するも、最近になって閉鎖された。同じく最近では2004年11月11日にアメリカ軍の歴史を呼び物にした「自由の代価（The Price of Freedom）」と名づけられた展示が開催されている。
博物館は2006年9月5日をもって2年を費やす改装の為閉鎖される予定で、改装の計画にはマックヘンリー要塞の旗の新しい展示などが含まれているという。下記外部リンクを参照されたい。